# Catedral basílica de San Salvador (Salvador de Bahía)

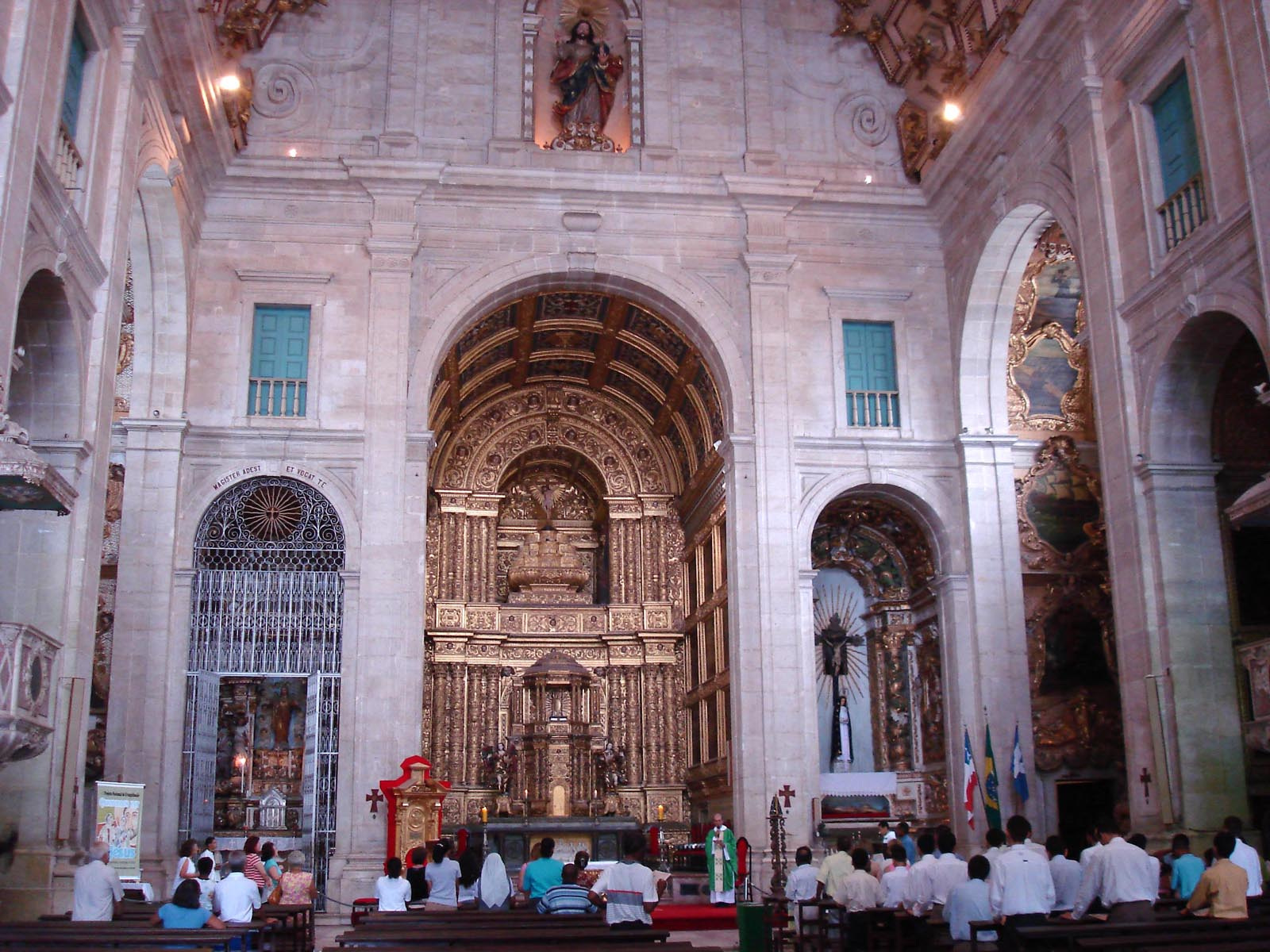
Capilla mayor de la catedral.

La Catedral Basílica de San Salvador o de la Transfiguración del Señor es la iglesia madre de todas las iglesias en el distrito eclesiástico de San Salvador de Bahía, donde está la cátedra del arzobispo metropolitano cardenal primado de Brasil. También es la sede de la parroquia de la Transfiguración del Señor. Esta iglesia catedral es la antigua capilla del colegio de los jesuitas, que en el año de su retirada fue entregado a la arquidiócesis de San Salvador de Bahía, y porque la antigua catedral fue demolida.
Es en esta iglesia que el cardenal primado preside los principales actos litúrgicos de su cátedra. Se llama catedral primada porque es la primera catedral de la arquidiócesis de Brasil. Uno de los monumentos barrocos más importantes del centro histórico de San Salvador, con majestuosas proporciones y espléndida obra de talla en los altares.

## Historia
La iglesia fue construida para ser el templo del Colegio de los Jesuitas, construido en el siglo XVI, fuera de las murallas de la ciudad. Sobre esta condición, las referencias son vagas, datando el registro hecho en 1663 por Simón de Vasconcelos en Crónica de la Compañía de Jesús, que dice:

Razón tenía Manuel da Nóbrega para dar a Tomé de Sousa cuando éste le objetaba estar fuera de la ciudad el local escogido para la Escuela, la misma respuesta que el Padre Simón Rodrigues dio al rey Juan III con la misma objeción, sobre la casa de S. Roque en Lisboa: aprecie que si Vuestra Alteza edifica la casa fuera de la ciudad, la ciudad sumará alrededor de la casa. Y así fue. El gran barrio de Andrades tuvo como célula genética la casa de S. Roque, como el Colegio de Bahía vio hace del Terreno de Jesús el punto central del Salvador.
Crónica de la Compañía de Jesús, Simón de Vasconcelos

Así, en 1551, ya algunas construcciones daban forma al colegio y a la iglesia, todos en tapial, material que pronto estuvo en ruinas, siendo varias veces reconstruida. Le correspondió a Mem de Sá la construcción de un templo en mampostería, que fue inaugurado y consagrado en 1572. Las campanas procedían de Portugal en 1581 y sólo cuatro años más tarde fue finalmente completado. Fernão Cardim, en 1585, la describe así:

«La iglesia es capaz, bien llena de ricos ornamentos de damasco blanco y rojo, terciopelo verde y carmesí, todos con tela de oro; tiene una cruz e incensario de plata, una buena custodia, muchas pinturas de Cristo y de todos los Apóstoles. Los tres altares tienen doseles, con sus cortinas de tafetán carmesí. Tiene una cruz de plata dorada, del maravilloso trabajo con la Santa Cruz, tres cabezas de las Once mil vírgenes con otras muchas y grandes reliquias de santos, y una imagen de Nuestra Señora muy hermosa.»
Fernão Cardim

## Galería de imágenes

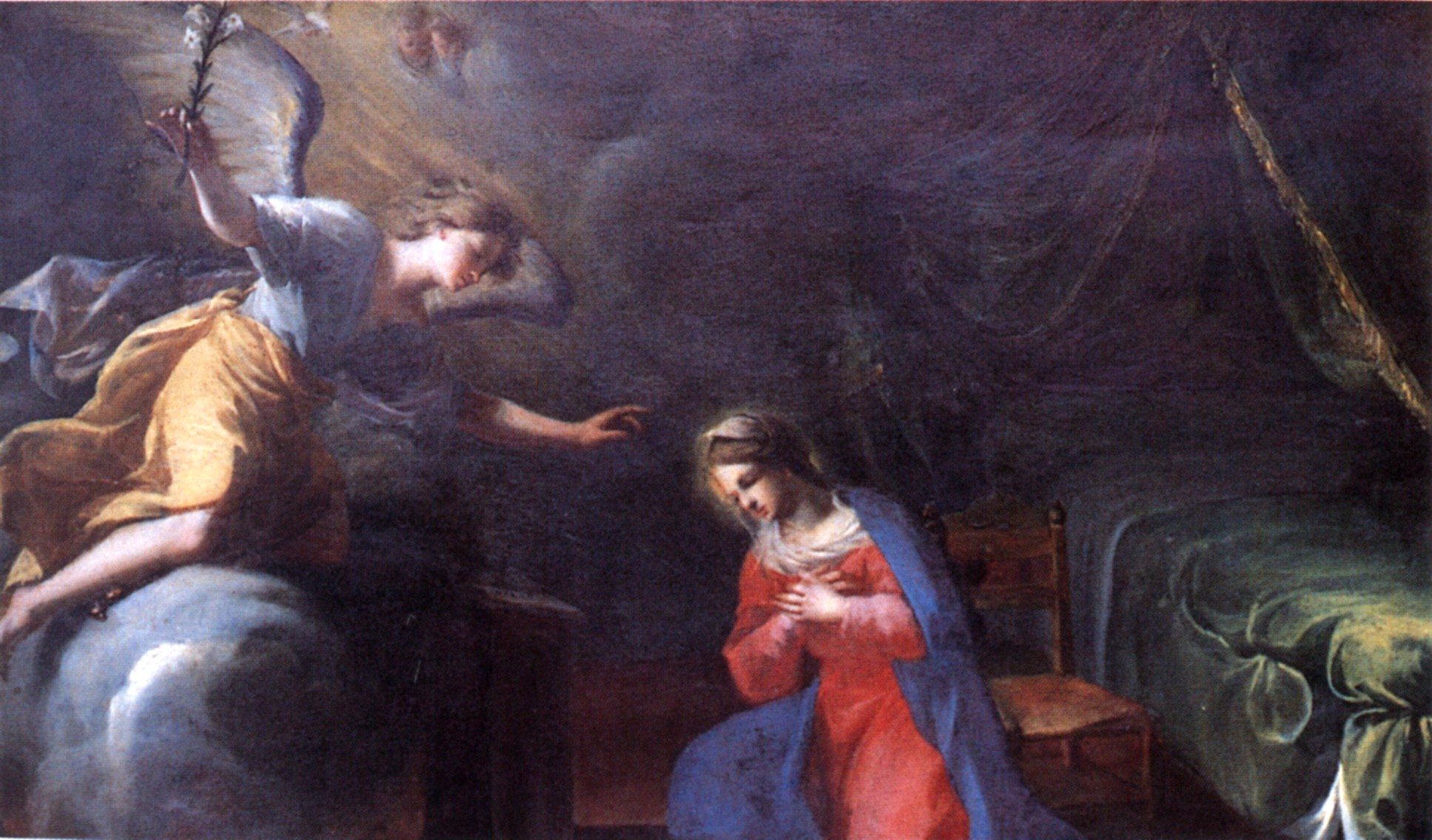
Escena de La Anunciación.
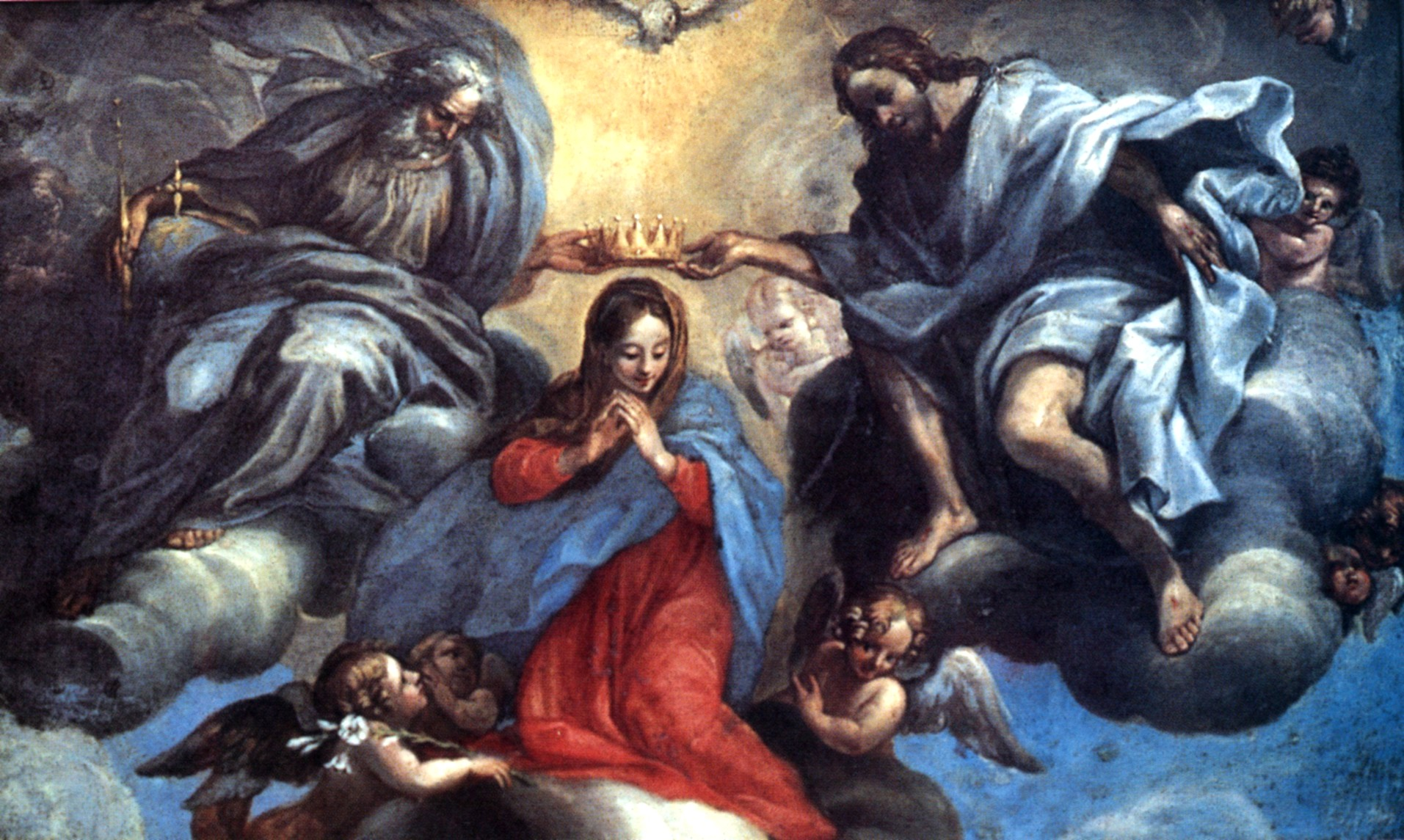
Coronación de María.
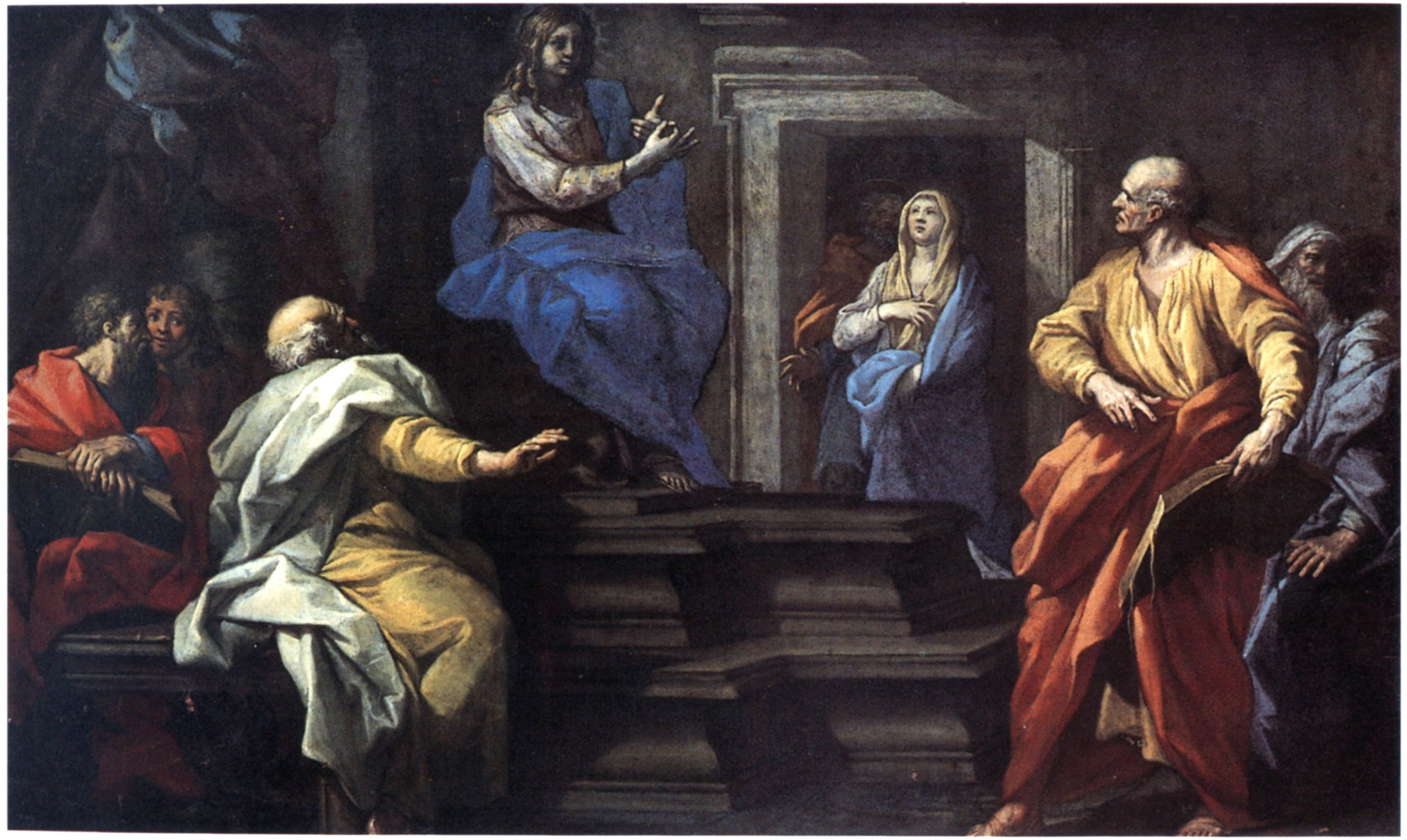
Jesús en el Templo.